# Acupalpus elegans
Acupalpus elegans är en skalbaggsart som först beskrevs av Pierre François Marie Auguste Dejean 1829.  Acupalpus elegans ingår i släktet Acupalpus, och familjen jordlöpare. Arten har ej påträffats i Sverige.